# Distrito de Jinseki
El distrito de Jinseki (神石郡 Jinseki-gun?) es un distrito localizado en la prefectura de Hiroshima, Japón. En junio de 2019 tenía una población estimada de 8.383 habitantes y una densidad de población de 21,9 personas por km². Su área total es de 381,98 km².

## Localidades
- Jinsekikōgen